# Зів'яле листя
«Зів'яле листя» — збірка творів українського письменника Івана Франка. Зразок інтимної лірики. Написана протягом 1886—1896 років і видана у 1896 році. Збірка також має назву «Лірична драма».
У цій збірці розкривається душевна трагедія ліричного героя (самого Івана Франка), викликана тяжкими обставинами особистого життя, зокрема нерозділеним коханням.

## Тематика збірки
Збірка складається з трьох частин, або «жмутків». У «жмутках» вміщено інтимну лірику, в якій оспівано глибокі почуття палкого, але нещасливого кохання. У першому «жмутку» є вірші і з громадянськими мотивами, але переважає скорботна інтимна лірика. У поезіях другого «жмутка» Іван Франко оспівує не лише кохання, а й чарівну красу природи. Провідний мотив поезій третього «жмутка» — пекельні переживання поета, спричинені нещасливим коханням.
Поезія «Червона калина, чого в лузі гнешся?» написана у формі діалогу між червоною калиною і дубом. За народною символікою червона калина уособлює вродливу дівчину, а дуб — молодого парубка. У поезії поет майстерно відобразив у прагненні калини до сонця — любов до життя, важкі переживання людини за свою гірку долю. Поезія відзначається глибоким ліризмом і високою музичністю.
Автобіографічними моментами вирізняється в збірці поезія «Тричі мені являлася любов», у якій Франко повідав про щастя і горе, радості й муки кохання. У вірші згадує автор про перше своє кохання — Ольгу Рошкевич, про горду княгиню Юзефу Дзвонковську, яка, знаючи про свою смертельну хворобу, відмовила Франкові, про горду душу — Целіну Журовську, яка так і не стала його дружиною.

## Зміст збірки
Збірка складається з трьох частин — «три жмутки».

### Перший жмуток (1886—1893)
I. По довгім, важкім отупінню…
II. Не знаю, що мене до тебе тягне…
III. Не боюсь я ні бога, ні біса…
IV. За що, красавице, я так тебе люблю…
V. Раз зійшлися ми случайно…
VI. Так, ти одна моя правдивая любов…
VII. Твої очі, як те море…
VIII. Не надійся нічого
IX. Я не надіюсь нічого…
X. Безмежнеє поле в сніжному завою…
XI. Як на вулиці зустрінеш…
XII. Не минай з погордою…
XIII. Я нелюд! Часто, щоб зглушить…
XIV. Неперехідним муром поміж нами…
XV. Не раз у сні являється мені…
XVI. Похорон пані ПАНІ А. Г.
XVII. Я не кляв тебе, о зоре…
XVIII. Ти плачеш. Сліз гірких потоки…
XIX. Я не жалуюсь на тебе, доле…
XX. Привид
Епілог

### Другий жмуток (1895)
- I. В Перемишлі, де Сян пливе зелений…
- II. Полудне…
- III. Зелений явір, зелений явір…
- IV. Ой ти, дівчино, з горіха зерня…
- V. Червона калино, чого в лузі гнешся?
- VI. Ой ти, дубочку кучерявий…
- VII. Ой жалю мій, жалю…
- VIII. Я не тебе люблю, о ні…
- IX. Чому не смієшся ніколи?..
- X. В ВАГОНІ
- XI. Смійтесь з мене, вічні зорі!..
- XII. Чого являєшся мені у сні?
- XIII. Отсе тая стежечка…
- XIV. Якби знав я чари, що спиняють хмари…
- XV. Що щастя? Се ж ілюзія…
- XVI. Як не бачу тебе…
- XVII. Як почуєш вночі край свойого вікна…
- XVIII. Хоч ти не будеш цвіткою цвісти…
- XIX. Як віл в ярмі, отак я день за днем…
- XX. Сипле, сипле, сипле сніг…

### Третій жмуток (1896)
- I. Коли студінь потисне…
- II. Вона умерла! Слухай! Бам! Бам-бам!..
- III. Байдужісінько мені тепер…
- IV. В алеї нічкою літною…
- V. Покоїк і кухня, два вікна в партері…
- VI. Розлука! Те, що я вважав…
- VII. Не можу жить, не можу згинуть…
- VIII. Я хтів життю кінець зробить…
- IX. Тричі мені являлася любов…
- X. Надходить ніч. Боюсь я тої ночі!..
- XI. Чорте, демоне розлуки…
- XII. І він явивсь мені. Не як мара рогата…
- XIII. Матінко моя ріднесенька!..
- XIV. Пісне, моя ти підстрелена пташко…
- XV. І ти прощай! Твого ім'я…
- XVI. Даремно, пісне! Щез твій чар…
- XVII. Поклін тобі, Буддо!..
- XVIII. Душа безсмертна! Жить віковічно їй!..
- XIX. «Самовбійство — се трусість…»
- XX. Отсей маленький інструмент…

## Пісні
Поезії «Безмежнеє поле», «Ой ти, дівчино, з горіха зерня», «Твої очі, як те море» покладено на ноти. Особливо чарівним є романс К. Данькевича на слова поезії «Чого являєшся мені у сні?», також у пісні В. Козловського «Знаєш» було використано уривок з цього віршу («…Хоч знаєш, знаєш, добре знаєш…»)

## Характеристика збірки

### Михайло Коцюбинський
"У Франка є прекрасна річ — лірична драма «Зів’яле листя». Се такі легкі, ніжні вірші, з такою широкою гамою чувства і розуміння душі людської, що, читаючи їх, не знаєш, кому оддати перевагу: чи поетові боротьби, чи поетові-лірикові, співцеві кохання і настроїв. ... Взагалі Франко — лірик високої проби, і його ліричні вірші просяться часто в музику. Деякі з них і справді положено на голос Лисенком і другими".

### Тарас Франко
“Три є головні стовпи поетичної творчості І.Франка: “Лис Микита” – розумна голова, “Зів’яле листя” – песимізм молодечого віку по зазнаній невдачі, і “Мойсей” – “та прийде час”… І важко сказати, котрий з цих творів найбільший. “Зів’яле листя” – найориґінальніше, “Мойсей” – без сумніву найвеличніший, але ж “Лис Микита” – найпопулярніший і щодо свого значіння найважніший”.